# Louis-Joseph Daumas

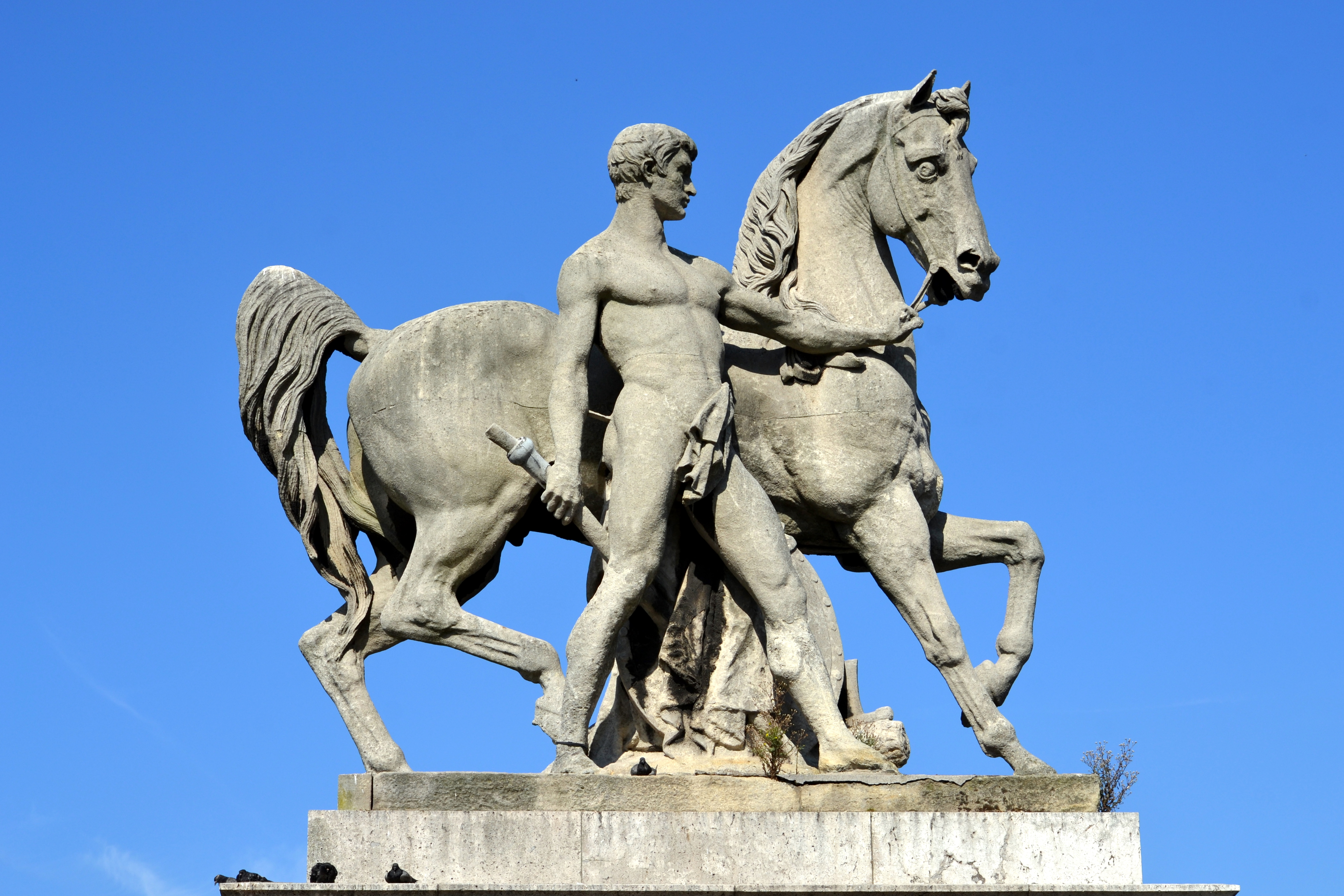
Guerrero romano, sobre el puente de Jena de París.

Louis-Joseph Daumas (Tolón, 24 de enero de 1801 - 22 de enero de 1887, París) fue un escultor y grabador de medallas francés.

## Datos biográficos
Daumas estudió en los talleres del arsenal de su ciudad natal; posteriormentese trasladó a París, donde ingresó en la École nationale supérieure des beaux-arts en 1826 donde tuvo a David d'Angers como profesor. A partir de 1833 expuso regularmente en los salones oficiales donde sus trabajos fueron destacados, fue conocido con el sobrenombre de Le Petit Puget (el pequeño Puget). Obtuvo varias medallas como recompensa. También consiguió numerosos encargos oficiales pero no logró alcanzar una reputación de liderazgo. Aunque inspirado por el espíritu romántico, su escultura no se liberó de un cierto academicismo.

## Obras
Entre las obras más destacadas del artista se encuentran:
- Genio de la Navegación (bronce), estatua alegórica de Almirante Jules Cuverville, peana decorada con cuatro bajorrelieves, puerto de Tolón, construido en 1847. Fue reconstruido tras haber sido destruido durante la Segunda Guerra Mundial.

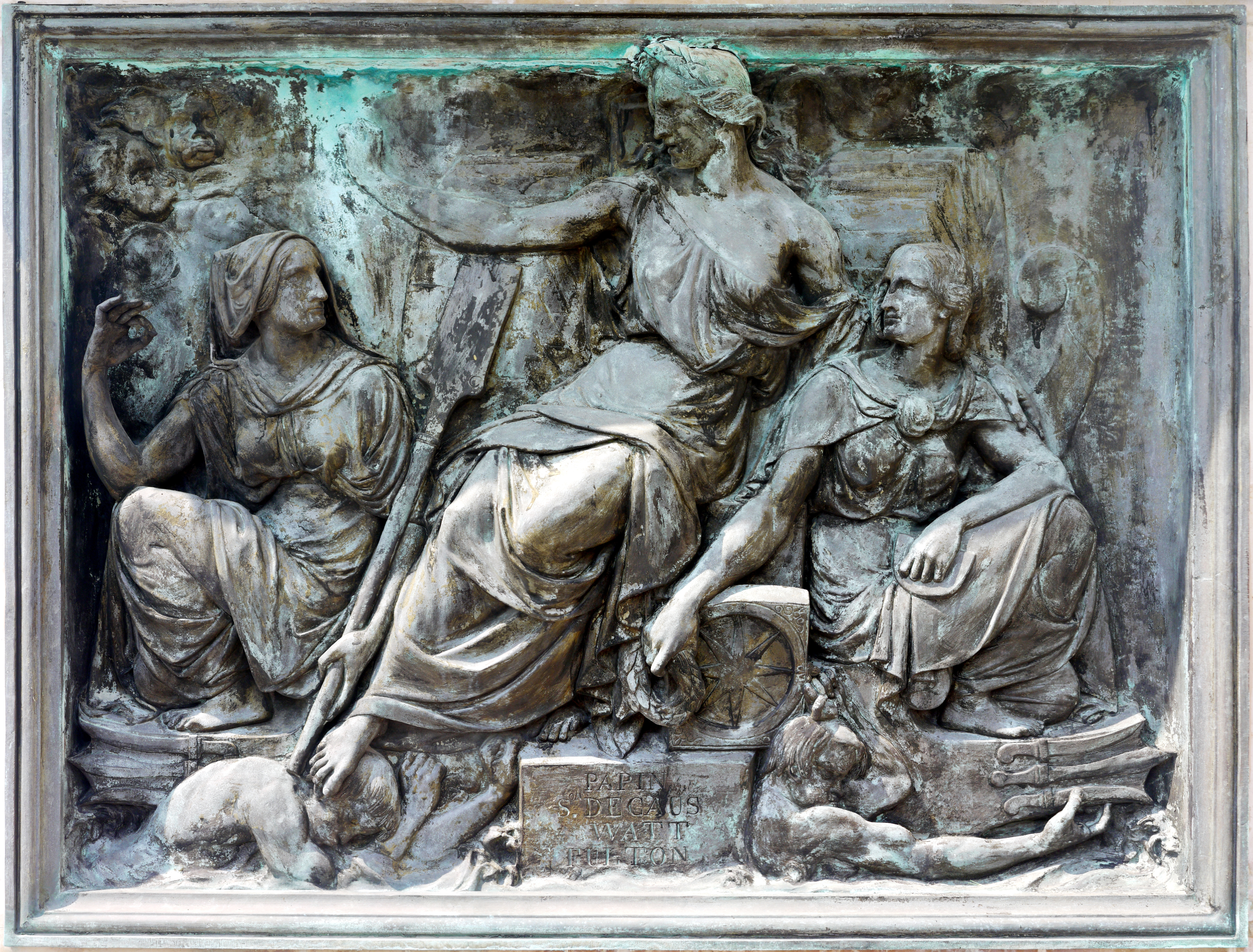
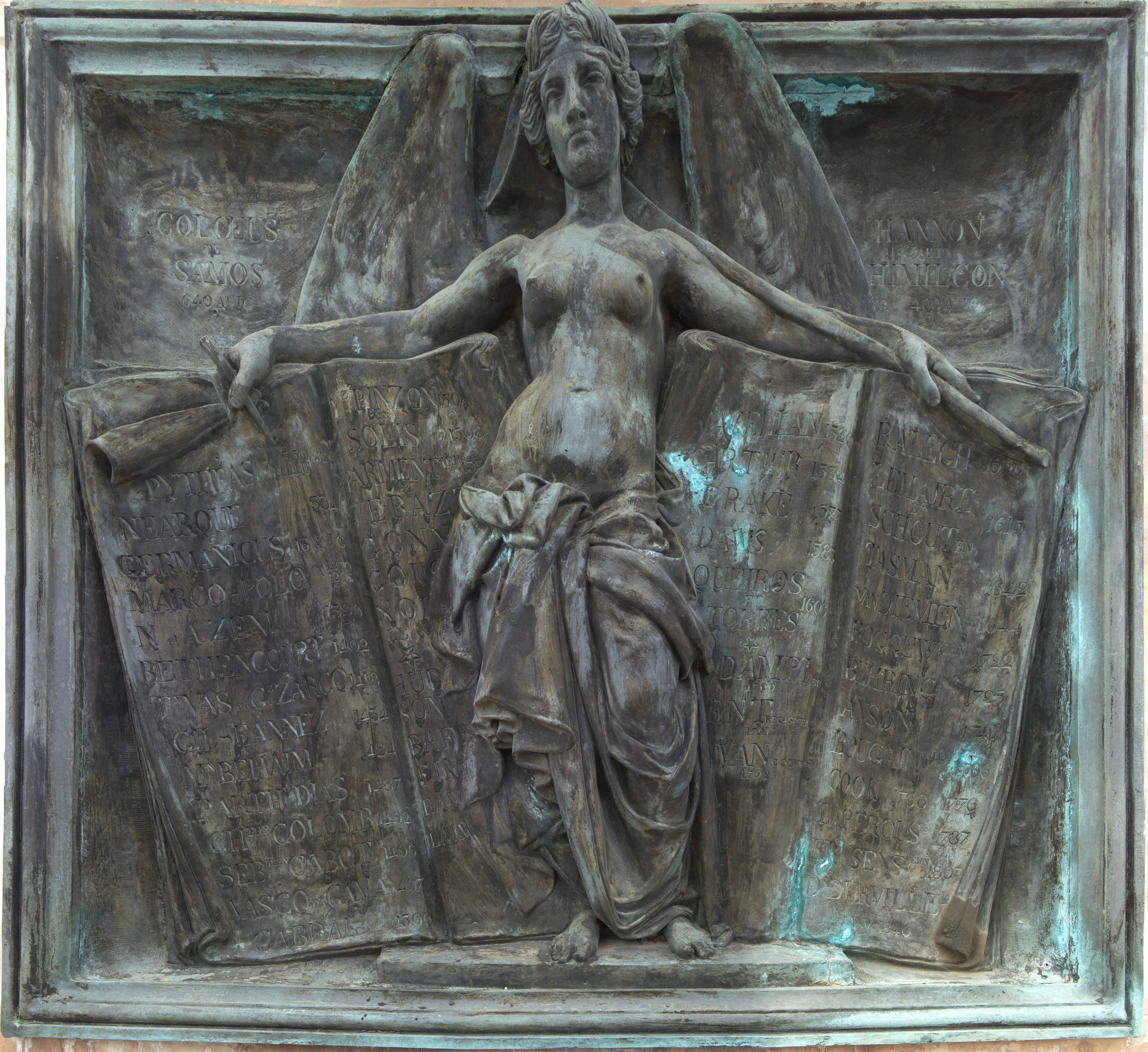
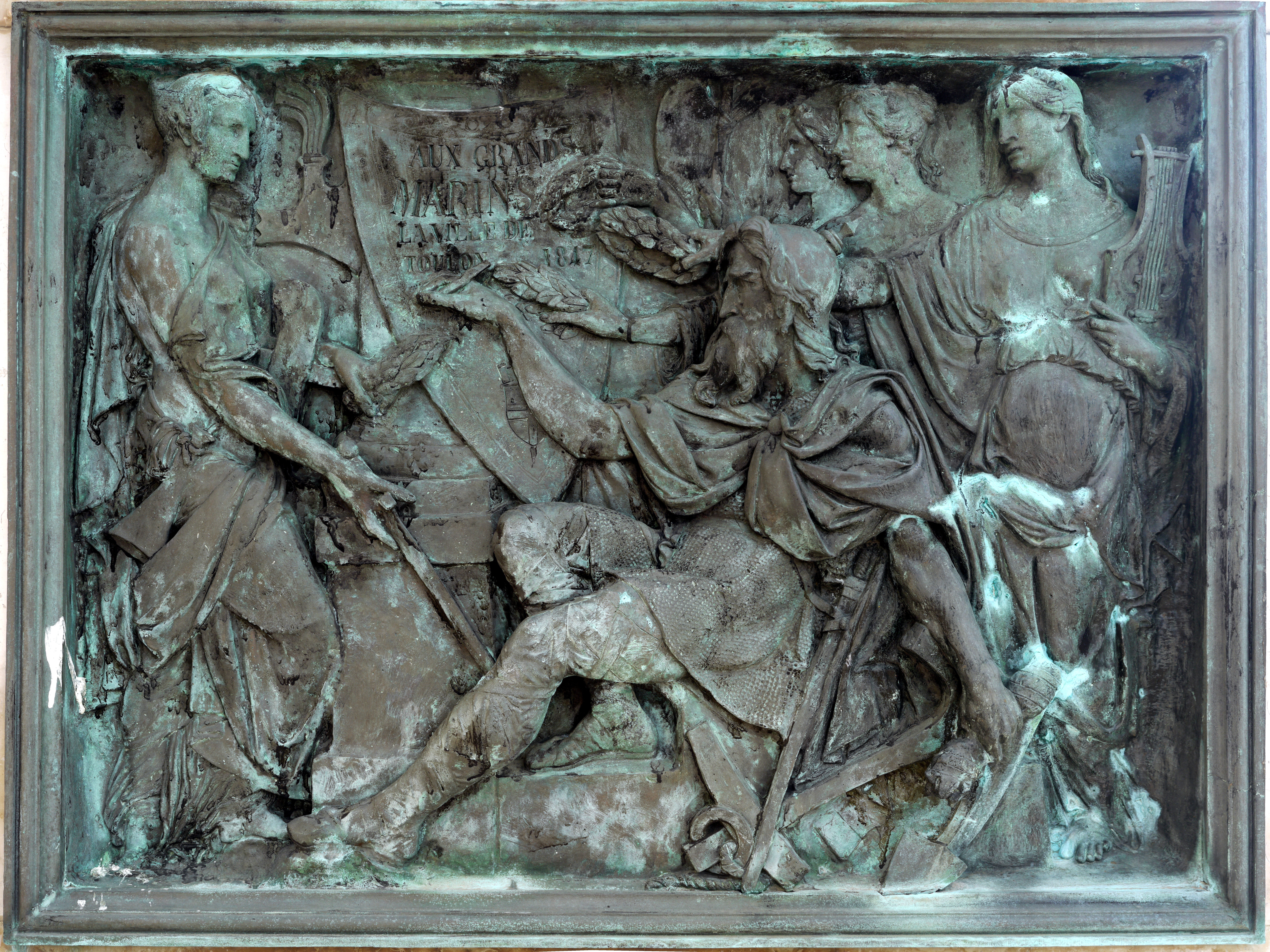
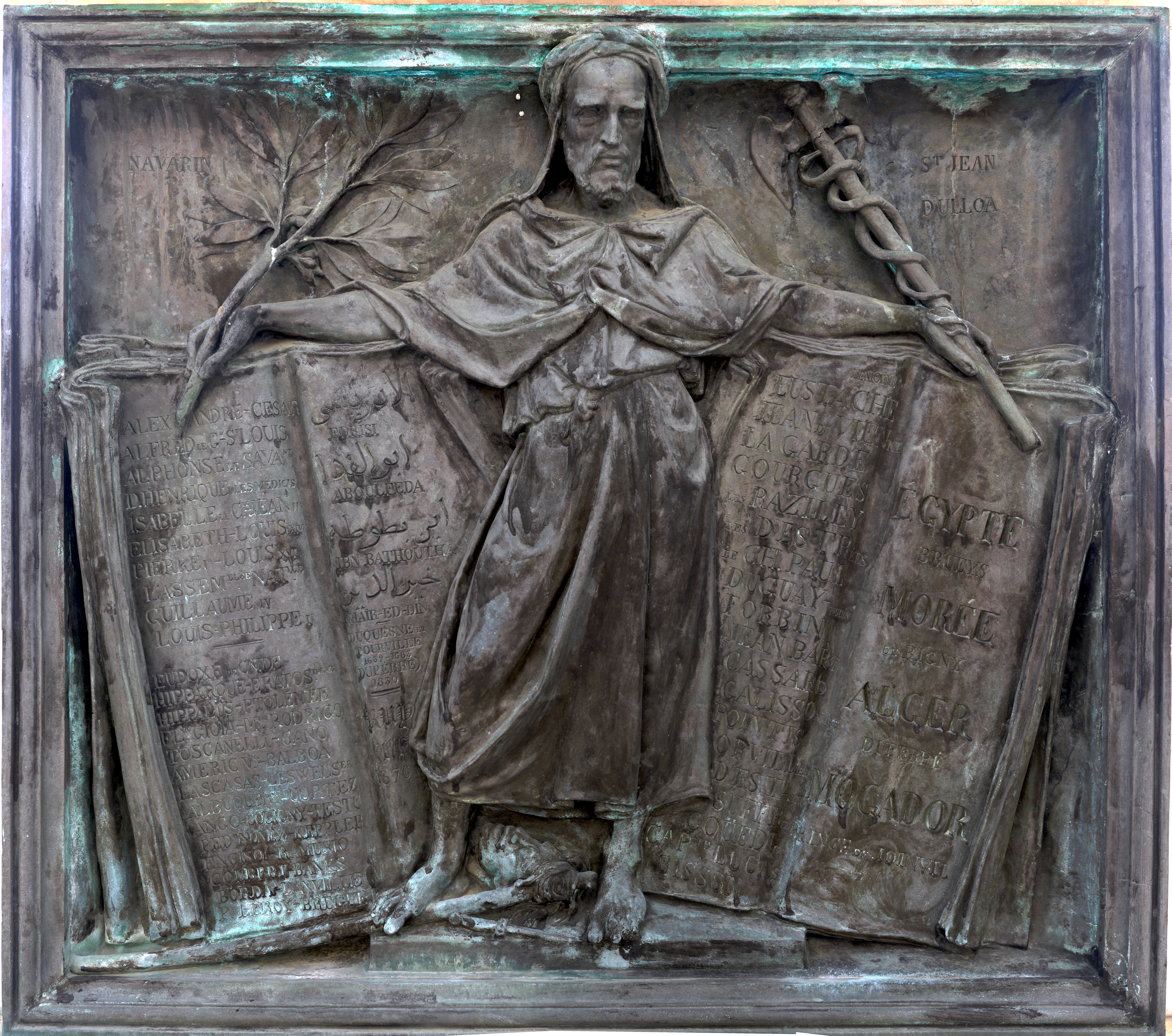

- Carlos de Anjou, estatua de piedra caliza, dada a conocer en 1843, instalada en Hyères.
- Guerrero romano, estatua de piedra caliza en el extremo y margen izquierda del puente de Jena; esta estatua es parte de las cuatro estatuas de guerreros (romana, árabe, galo, griego) instaladas en 1853.
- Monumento al General San Martín y a los Ejércitos de la Independencia, estatua ecuestre de bronce (1862), Plaza San Martín, en Buenos Aires (Argentina). Una réplica se construyó en 1941 en el Centro Internacional de Bogotá, como obsequio a la ciudad en la celebración del IV centenario de la Fundación; otra en 1961 en el Parque del Oeste de Madrid y en Central Park (en) de la ciudad de Nueva York.

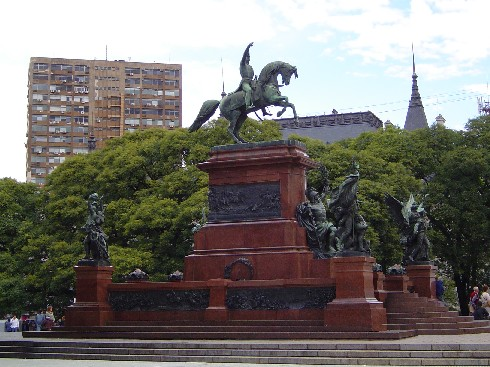
Buenos Aires
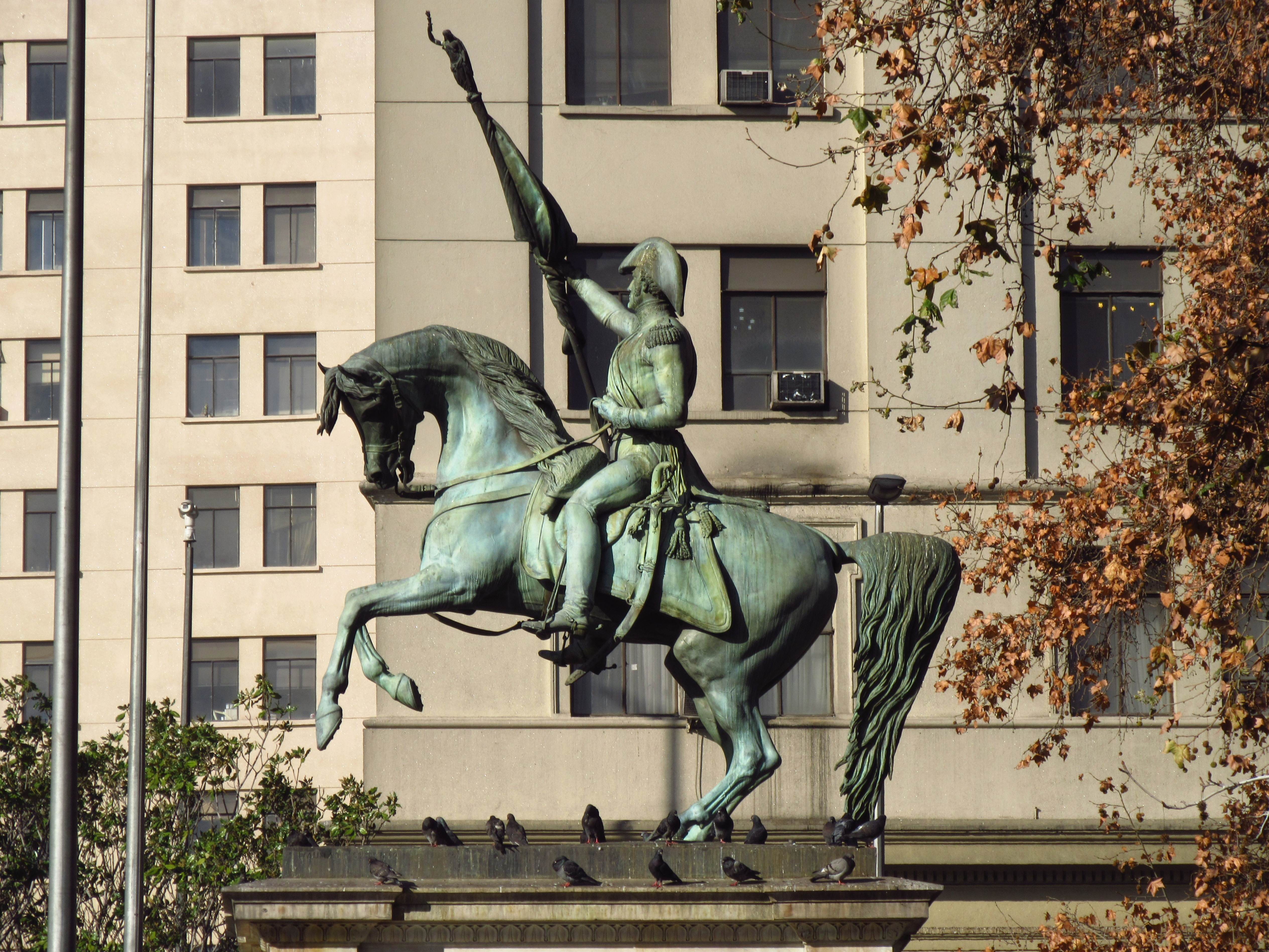
Santiago
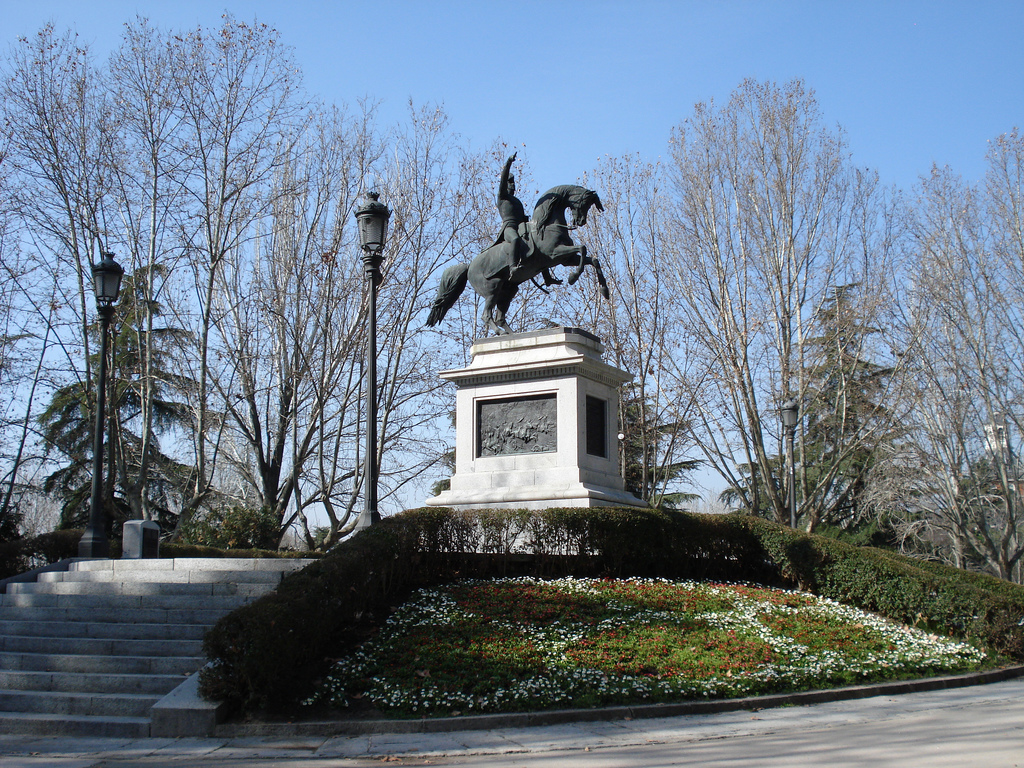
Madrid

- estatua exterior de François Eudes de Mézeray, Cour Napoléon del Louvre, París, anterior a 1853
- escultura ecuestre en el Museo Sakıp Sabancı (en), Estambul, 1864

## Galería

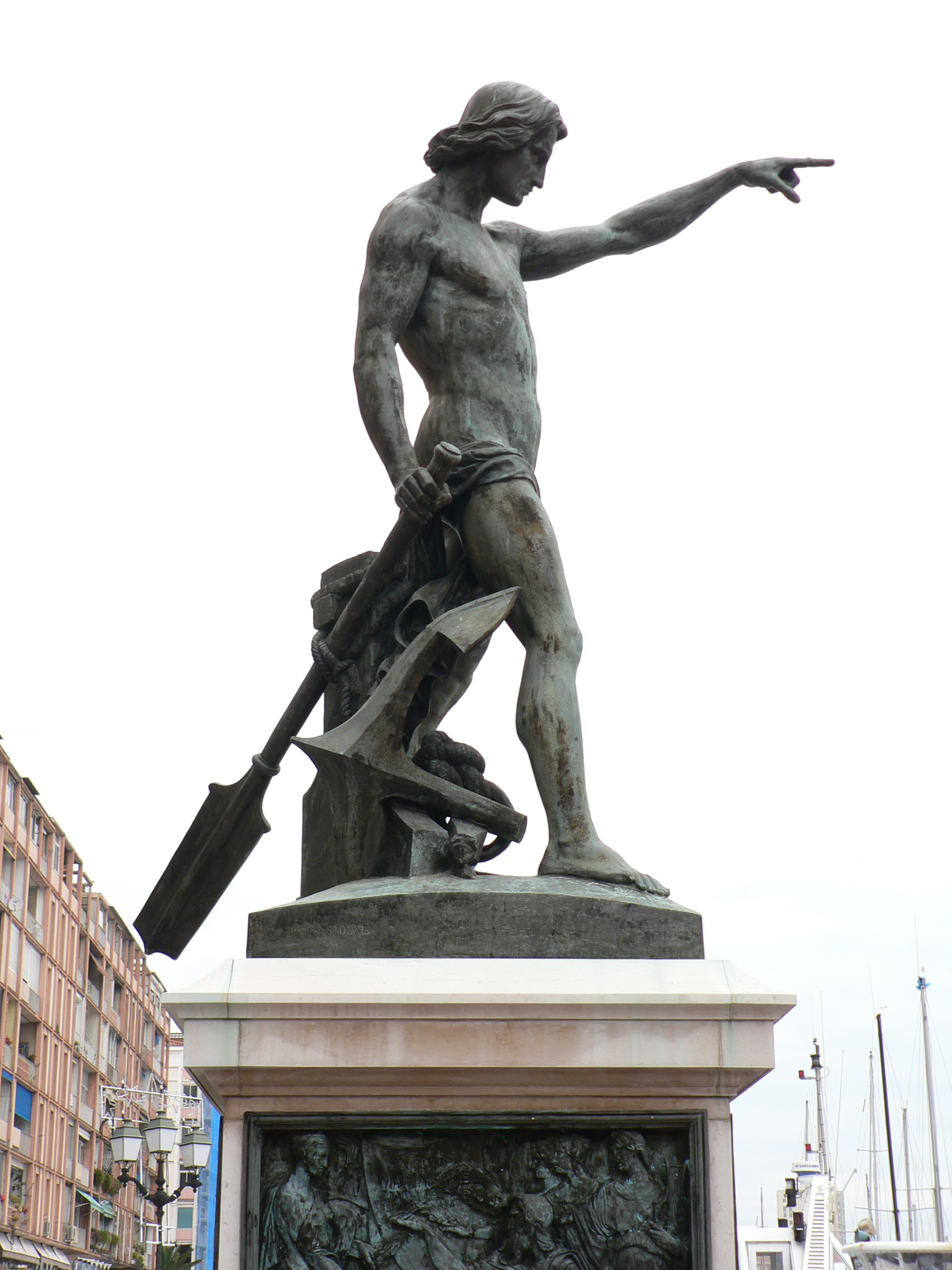
Genio de la navegación, Tolón
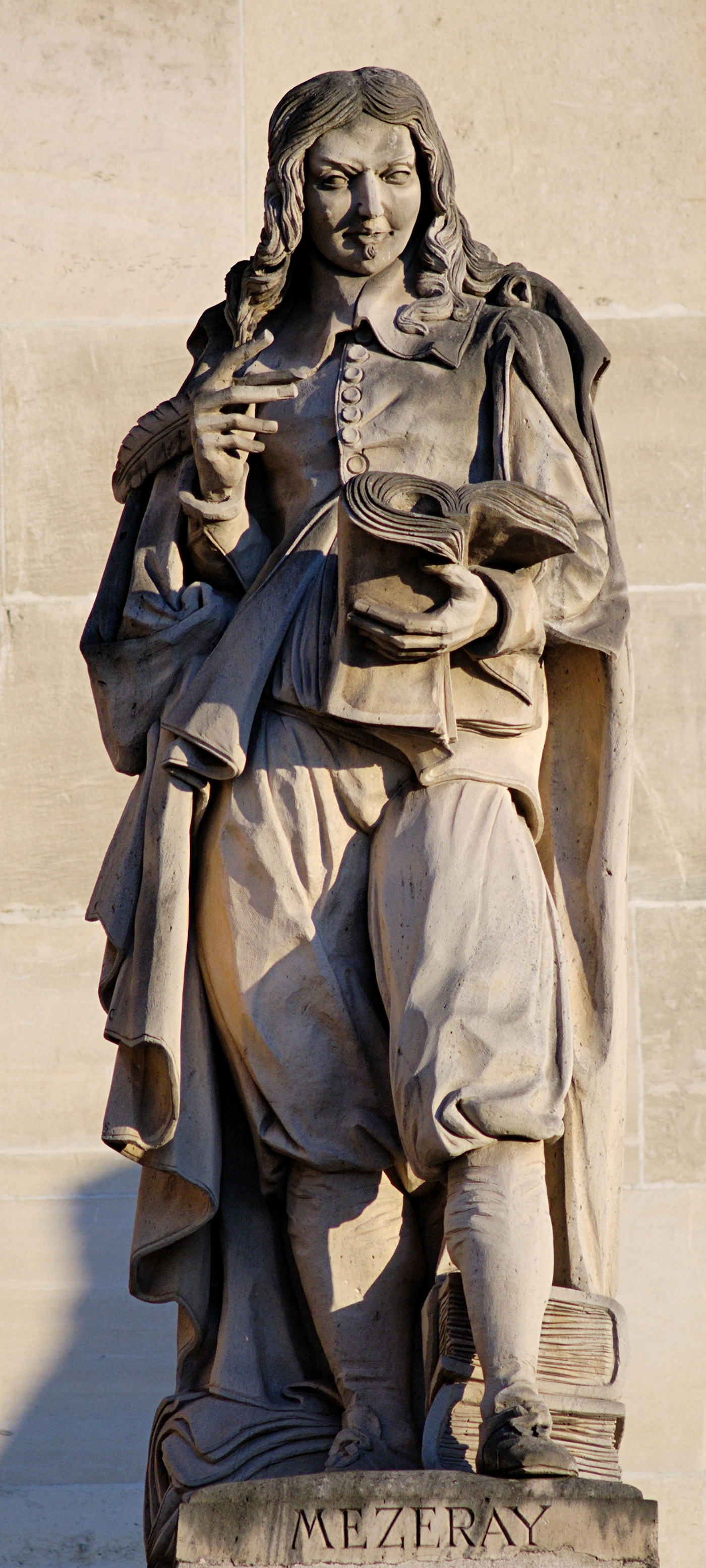
Mezeray, en la fachada del cour Napoleón del Louvre.
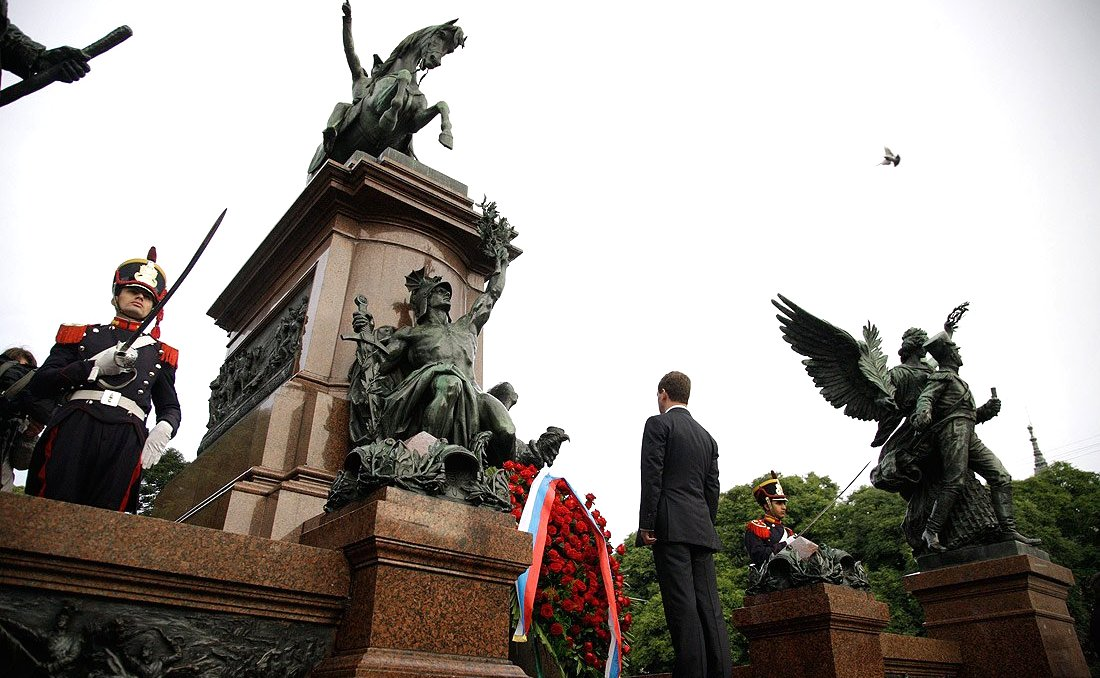
Monumento al General San Martín Buenos Aires